# Ermelo (Südafrika)
Ermelo ist eine Stadt in der Msukaligwa Local Municipality, Distrikt Gert Sibande, Provinz Mpumalanga in Südafrika. Sie liegt am Oberlauf des Vaal im Kreuzungsbereich der Nationalstraßen N2, N11 und N17. 2011 hatte Ermelo 83.865 Einwohner.

## Beschreibung
Nahe der Stadt wurden Felszeichnungen der San gefunden und Steinhütten, die aus dem 14. Jahrhundert datieren. Sie wurden von den Leghoya, einem Batswanastamm, errichtet.
Die Stadt der europäischen Einwanderer entwickelte sich rund um eine Kirche, die 1871 durch Reverent Frans Lion Cachet erbaut wurde. Er benannte den Ort nach dem Heimatort seines Freundes, der Stadt Ermelo in den Niederlanden. Wegen der zahlreichen kleinen Seen und der Flüsse in der Region wurde der Ort bereits vor seiner offiziellen Gründung als Rastplatz für Wagengespanne zwischen Lydenburg und Natal verwendet. Der Bereich war für seine Pferde- und Viehzüchter bekannt, und die erste landwirtschaftliche Ausstellung fand 1889 statt.
Ermelo wurde während des Zweiten Burenkrieges vollständig zerstört und an gleicher Stelle wieder aufgebaut.

## Wirtschaft
Heute ist Ermelo ein Zentrum für die Rindfleisch- und Schafzucht sowie den Anbau von Sonnenblumen, Getreide und Kartoffeln. In der Umgebung der Stadt befindet sich ein Teil der in Abbau stehenden Kohlelagerstätten von Mpumalanga. Am Südrand von Ermelo betreibt Transnet Freight Rail einen großen Rangierbahnhof der Richards Bay Coal Line.

## Söhne und Töchter der Stadt
- Lucky Dube (1964–2007), Reggae-Sänger, Gitarrist und Songwriter
- Jennifer Ferguson (* um 1960), Singer-Songwriterin, Pianistin und Friedensaktivistin
- Hermanus Johannes Steyn (1890–20. Jahrhundert), Arzt und Politiker